# Разъезд № 2
Разъезд № 2 — посёлок при одноименном разъезде ЮУЖД в Кунашакском районе Челябинской области России. Входит в состав Буринского сельского поселения.

## География
Расположен в северо-восточной части района. Расстояние до районного центра, Кунашака, 43 км.

## Население
| 2002 | 2010 |
| ---- | ---- |
| 173  | ↗175 |

(в 1959 — 319, в 1970 — 144, в 1983 — 143, в 1995 — 168)

## Улицы
- Улица Железнодорожников
- Молодежная улица
- Привокзальная улица
- Улица Путейцев